# 部分インデックス
部分インデックス（ぶぶんインデックス、英: partial index）は関係データベース管理システムで用いられるインデックスの中で、特定の条件に適合する行だけを含むものを指す。
インデックスの対象となるテーブルに多くの行が含まれていても、インデックスに含むキーを絞り込むことで、インデックスのサイズを小さく抑えられる利点がある。
処理状況をフラグ列として持つテーブルを例に挙げる。フラグには 'A' (アクティブ), 'P' (処理待ち), 'W' (処理中), 'F' (完了) があるとする。インデックスを使った検索が必要なのは 'A', 'P', 'W' のみである場合、以下のような部分インデックスを定義することができる。
```
  
CREATE
 
INDEX
 
partial_flag
 
ON
 
txn_table
 
(
flag
)
 
WHERE
 
flag
 
in
 
(
'A'
,
 
'P'
,
 
'W'
);

```

このインデックスは フラグが 'F' の行を含まない。行の大半の処理が完了していると考えられるならば、フラグ 'F' の行を除外することでインデックスが含む行数を少なく抑えながら、検索できる必要のある行に対しては依然としてインデックスを使うことができる。
同様に、部分インデックスは、特定の列が NULL でない行だけを含むように定義することもできる。大半の行のその列が NULL であるならば大きな利益が見込める。
```
   
CREATE
 
INDEX
 
partial_object_update
 
ON
 
object_table
 
(
updated_on
)
 
WHERE
 
updated_on
 
IS
 
NOT
 
NULL
;

```

このインデックスを使って以下のクエリを実行すると、更新日を持つ (updated_on IS NOT NULL) 行を効率良く取得できる。
```
   
SELECT
 
*
 
FROM
 
object_table
 
WHERE
 
updated_on
 
IS
 
NOT
 
NULL
 
ORDER
 
BY
 
updated_on
;

```

部分インデックスの条件は、キーと異なる列でも良い。以下のようなインデックスも定義できる。
```
   
CREATE
 
INDEX
 
partial_salary
 
ON
 
employee
(
age
)
 
WHERE
 
salary
 
>
 
2100
;

```

## サポート
- Microsoft SQL Server はバージョン 2008 以降でサポートしており、「フィルタ選択されたインデックス」と呼んでいる。[1]
- PostgreSQL はバージョン 7.0 (2000-05-05) 以降でサポートしている。[2]
- MySQL 5.4 では部分インデックスをサポートしていない。[3]